# روب فـان بوكل
روب فـان بوكل (بالهولندية: Rob van Boekel)‏ هو لاعب كرة قدم هولندي في مركز الوسط، ولد في 22 فبراير 1987 في فيلدهوفن في هولندا. لعب مع إف سي آيندهوفن.